# 붉은참반디

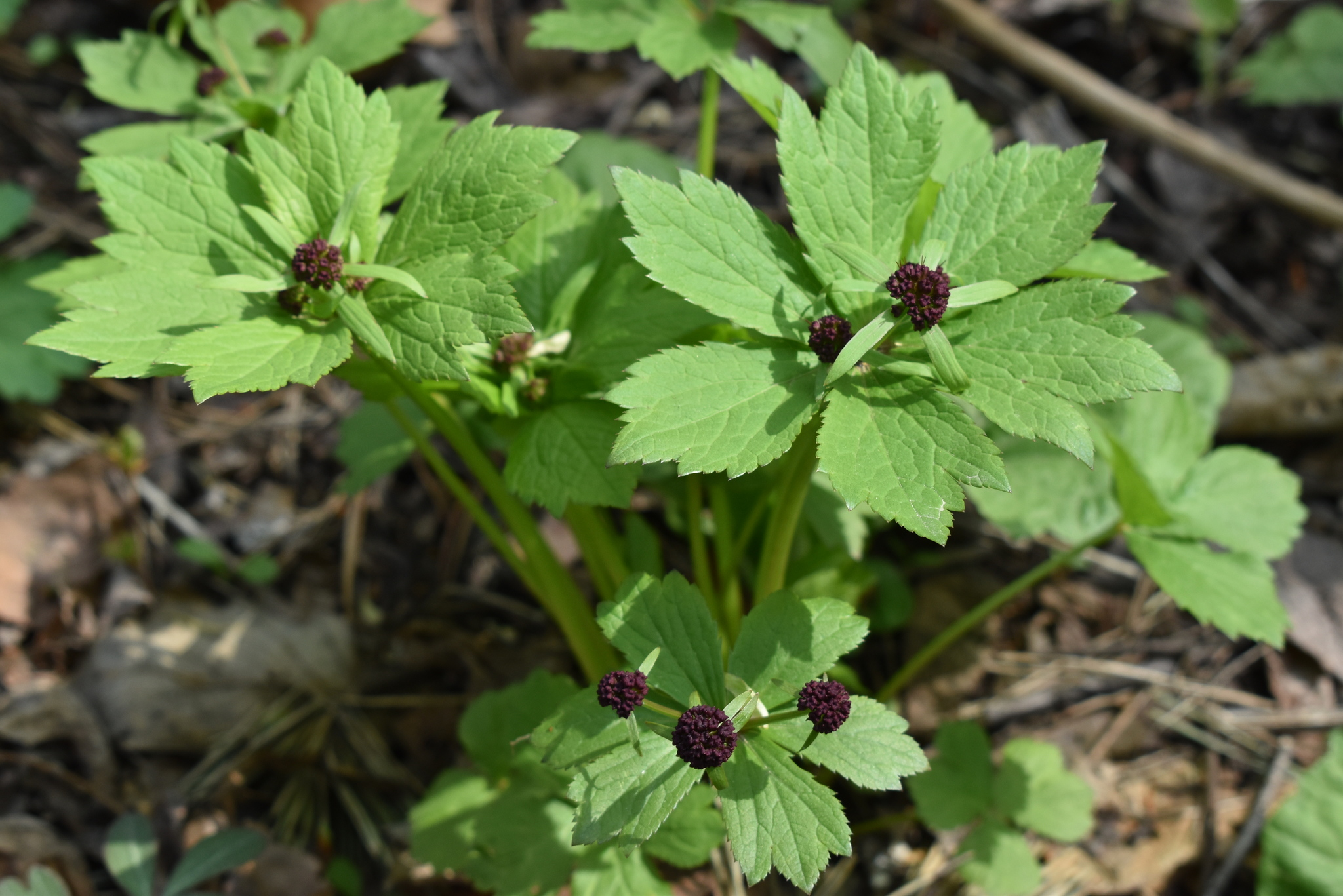

붉은참반디는 산형과이며 학명은 Sanicula rubriflora 이고, 한국의 덕유산 이북의 높은 산 숲속에서 자라는 여러해살이풀이다. 높이는 20-50cm이다.

## 특징

### 줄기
곧게 서거나 약간 비스듬히 자란다.

### 잎
뿌리잎은 둥근 신장형이고 깊게 3개로 갈라지며 양쪽 갈래는 다시 2개로 갈라진다. 각 갈래조각은 다시 얕게 갈라지고 가장자리에 톱니가 있다. 줄기잎은 위쪽에서 1쌍이 마주나게 달리며 잎자루가 없고 3개로 깊게 갈라진다. 잎에서 미나리 냄새가 약간 난다.

### 꽃
4~6월에 줄기잎 사이에서 1~5개의 꽃대가 자란 산형꽃차례를 이루고 그 끝에 흑자색 꽃이 둥들게 모여 핀다. 총포엽은 좁은 도피침형이고 옆으로 퍼진다.

### 열매
분과이며 1~3개식 달리고 표면에 끝이 꼬부라진 가시가 있다.

## 이름
참반디에 비해 붉은색 꽃이 핀다는 뜻의 이름이지만 실제로는 검붉은 색의 꽃이 핀다. 학명의 종소명의 뜻을 반영한 이름이다.